# تشارلز تيسون
تشارلز تيسون (بالإنجليزية: Charles Tyson)‏ (1 يناير 1885 بليفربول في المملكة المتحدة - 31 أكتوبر 1964 في المملكة المتحدة) هو لاعب كرة قدم بريطاني (وحمل سابقاً جنسية المملكة المتحدة لبريطانيا العظمى وأيرلندا) في مركز الدفاع. لعب مع نادي ساوثهامبتون ومنتخب إنجلترا الوطني لكرة القدم للهواة ‏ ودولويتش هاملت.